# Benjamin Franklin Seaver
Benjamin Franklin Seaver (Brookline, Massachusetts; 9 de abril de 1780 - Martín García, Provincias Unidas; 10 de marzo de 1814) fue un marino y militar estadounidense, teniente coronel de marina, que combatió en la escuadra de las Provincias Unidas del Río de la Plata en la Campaña de 1814 contra los realistas de la ciudad de Montevideo.

## Biografía
Nació el 9 de abril de 1780 en Brookline, condado de Norfolk, Massachusetts, hijo de Nathaniel Seaver (1748-1792) y Susanna White (1756-1832). Su padre, sobrecargo del navío Commerce, y su hermano mayor murieron de hambre al naufragar en 1792 en las costas de Arabia.
Encontrándose en Burdeos en noviembre de 1804 fue denunciado como espía inglés por el teniente Nathan Haley al servicio de la marina francesa. Seaver, que es descripto como "un joven de buenas conexiones y excelente educación" fue detenido en espera de su procesamiento. La denuncia se originó en una deuda de Haley con el cónsul inglés, que este último cedió a Seaver para su cobro. Seaver amenazó a Haley que de no pagar denunciaría ante las autoridades que el buque no era de su pertenencia sino de su "pirata" hermano, lo que motivo la falsa denuncia.

### Cautivo en Berbería
Finalmente liberado, Seaver se dedicó los siguientes años al comercio al mando del bergantín Infatigable. A comienzos de 1806, estando en Gibraltar pasó en un bote a Algeciras, España, con cuatro tripulantes para tratar de obtener abastecimientos para el buque. Fue detenido y condenado por la corte del vicealmirantazgo por efectuar comercio de cabotaje con un país enemigo sufriendo la confiscación del buque y su carga. El posterior reclamo motivó una larga gestión que llegó ante la Cámara de representantes de esa nación.
Seaver recompró su buque y siguió rumbo a Cabo Verde, con el objetivo de obtener una carga de sal que llevar a Filadelfia.
Sin embargo, naufragó en la costa sur de Marruecos y él y su tripulacíón fueron reducidos a la esclavitud por las tribus costeras en un sitio llamado Wednow, en Berbería.

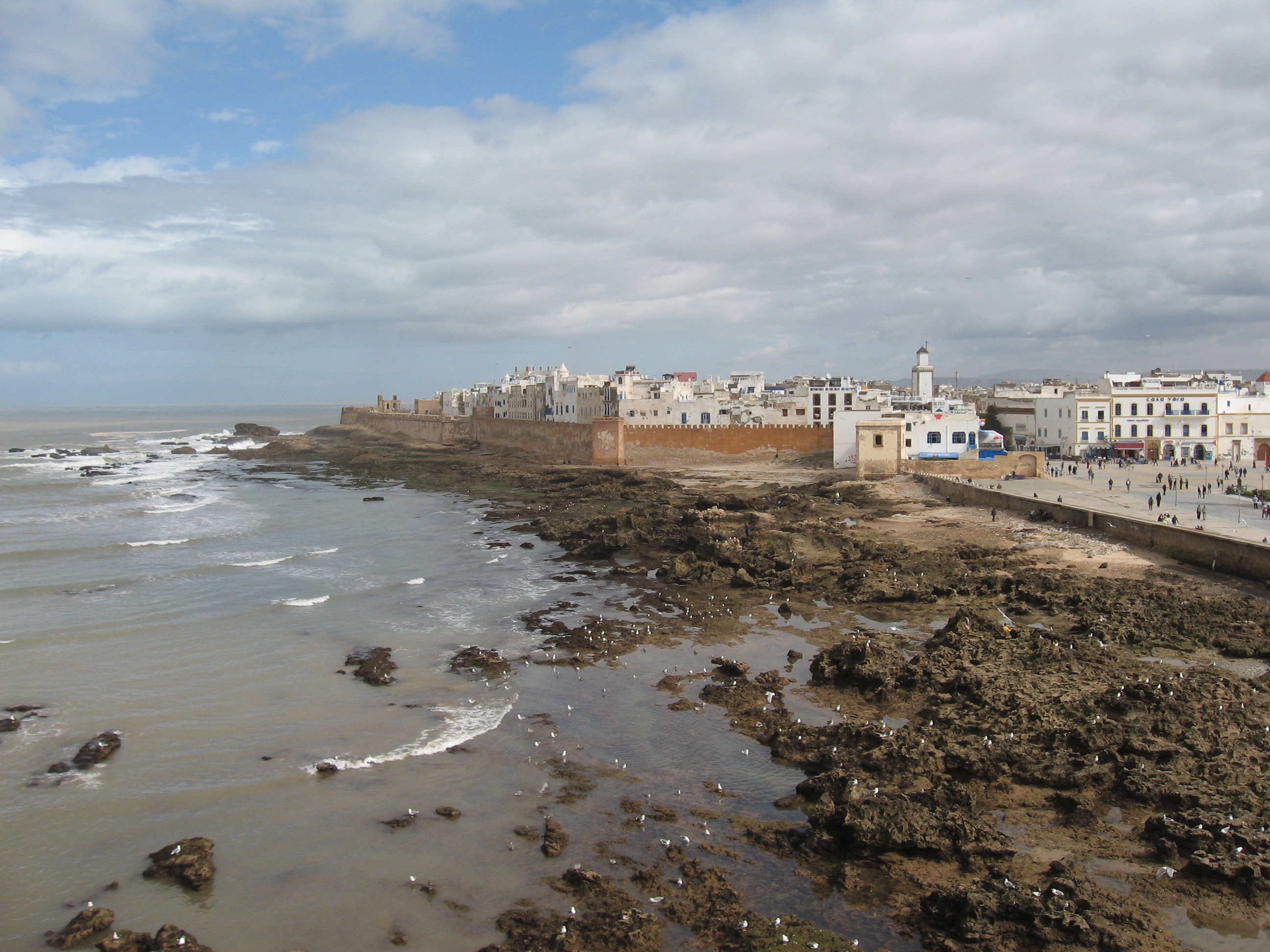
Mogador (Essaouira).

El reclamo de apoyo ante el cónsul americano en Gibraltar fue infructuoso. El 23 de marzo de 1806 estableció contacto por correspondencia con la casa Messrs. Court & Co., comerciantes ingleses establecidos en Mogador (Essaouira, 31°31′0.012″N 9°46′9.984″O / 31.51667000, -9.76944000), para solicitarles ayuda para obtener su rescate, que en una nueva carta del 28 de abril establece en la que califica de "exorbitante" suma de 1000 dólares, aunque cree poder negociar a 400.
El 9 de junio escribe que sus condiciones de confinamiento habían empeorado. Al no recibir rescate alguno y ante rumores de que pensaban escapar a Mogadore junto con uno de sus pasajeros, Mr.Berrit, del comercio de Filadelfia, sus captores le quitaron el calzado y tras amenazarlo con llevarlo más al sur, recibió "el tratamiento más inhumano y brutal posible en el mundo civilizado conocido". Fue golpeado sin misericordia, escupido, y estuvo con grilletes en las piernas por tres semanas y confinado en un pequeño lugar con solo una pequeña ración diaria de harina de cebada y agua, comida a la que Seaver llama "cous couk", probablemente Cuscús.
En sus siguientes notas, Seaver solicita la intercesión del judío Minahin, agente en Mogador del comerciante judío de la plaza de Wednow de nombre Haron, quien en algún momento lo había auxiliado. Pide también a Messrs que contacte a Samuel Gore, su pariente y agente en Boston.
El 31 de julio escribe que fracasó en un intento de escape al no poder encontrar agua, que sus condiciones siguen siendo malas y que los judíos no pueden ayudarlo por haberse iniciado una guerra con un poblado vecino.
Recibe finalmente una carta fechada el 14 de septiembre de 1806 en que Messrs le anuncia que con el concurso del Capitán Elihu Smith del bergantín Bellona y el comerciante Elihu Daggett, ambos de New Haven, Connecticut, puede adelantar 250 dólares y comprometer 100 más para su rescate, aconsejándole dejar la negociación en manos de un tal Ben Nahin.
El 1 de agosto de 1807 arriba a Salem proveniente de Mogador el bergantín Plymouth transportando a Joseph Lee, pasajero de Seaver y compañero de cautiverio, y las noticias dan también a Seaver por liberado.

### Río de la Plata
Seaver volvió al comercio de ultramar, probablemente trabajando para terceros. Navegando desde el Río de la Plata, en marzo de 1812 el capitán Seaver arribó a la Ciudad del Cabo, tras haber tocado el 28 de febrero las islas Tristán da Cunha (37°06′S 12°16′O / -37.100, -12.267)
En el Cabo deja noticias de las poco conocidas islas y de sus primeros habitantes estables.
De vuelta en Buenos Aires recibió del comerciante Guillermo Pío White el mando de la goleta Juliet
En 1814 se iniciaron los trabajos para montar una escuadra al servicio de las Provincias Unidas del Río de la Plata. 
En solo dos meses se armó la escuadrilla y alistaron las tripulaciones, compuesta en su oficialidad y marinería principalmente por extranjeros. 
La cuestión del mando fue motivo de un fuerte debate. Los principales candidatos eran el teniente coronel norteamericano Benjamin Franklin Seaver, comandante de la goleta Juliet (la nave era propiedad de White) quien era apadrinado por Pío White, el corsario Estanislao Courrande, quien desde 1803 hostilizaba el comercio inglés con acciones corsarias y por último el irlandés Guillermo Brown, antiguo socio de White y ahora enemistado.

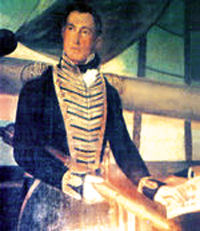
Brown (óleo de F.Goulu, 1825).

Mientras se tomaba la decisión Brown y Seaver, en sendos golpes de mano, aumentaban la naciente escuadra. El 8 y 9 de enero Seaver capturó los faluchos de guerra San Luis y San Martín, y el 13 de enero Brown capturó a la goleta N.S. del Carmen y a la balandra San Juan.
El 3º de febrero de 1814 la Juliet se incorporó formalmente a la escuadra bajo el comando del ahora teniente coronel de marina Benjamín Franklin Seaver.
La decisión del mando finalmente recayó el 1 de marzo de 1814 en Brown, incluyendo el voto de White, en parte por su carácter (la experiencia era algo compartido por todos los candidatos), pero en mayor medida por el ascendiente que tenía o podía asegurar llegado el momento sobre la oficialidad y marinería que era principalmente oriunda de las islas británicas: irlandeses, ingleses y escoceses.
White dio en principio instrucciones reservadas a Seaver de que continuase operando en corso con la Juliet de manera autónoma, no obstante Brown presionó para que se pusiera bajo su mando. Pese a que Seaver respondió que ignoraba que él o su goleta "estén agregados al resto de la escuadra como para que el capitán Brown le haya dirigido la nota precedente", finalmente fue agregado como segundo al mando.

### Combate de Martín García
El 10 de marzo de 1814 la flota de Brown atacó a la escuadra realista comandada por el capitán Jacinto de Romarate estacionada en la Isla Martín García. El plan de Brown consistía en atacar por frente y retaguardia a la línea española. A esos efectos destacó una división compuesta por el Fortuna, Carmen y San Luis para que rodeando por el oeste el banco situado a estribor de los realistas cayera sobre su retaguardia mientras la fuerza principal atacaba su frente. Formaba esta división la Hércules sobre el ala izquierda, luego la Céfiro, el Nancy y la Juliet sobre el ala derecha.
A las 13:30, sin que estuviera aún en posición la división de flanqueo, la escuadra de Brown, en vanguardia la Juliet por tener el mejor práctico, abrió fuego vivo sobre los realistas que fue de inmediato respondido. El comandante Seaver fue muerto en cubierta, haciéndose cargo del mando Ricardo Baxter.

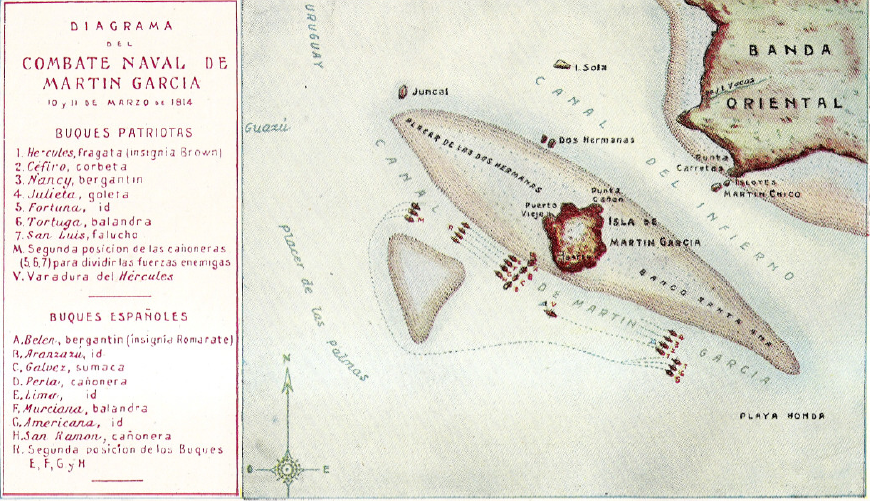
Croquis del Combate de Martín García (donde se refiere a Tortuga debe leerse Carmen).

La capitana argentina intentó avanzar bajo fuego sobre la enemiga pero habiendo perdido a su piloto varó en el banco del oeste de la isla bajo tiro de cañón y de proa al enemigo, con lo que sufrió el fuego sostenido enemigo con fuertes pérdidas y sin poder responder más que con tres cañones, dedicando sus cañones de banda a las baterías en tierra. Brown cuestionó en su parte la manera en que el resto de la escuadra "se condujo durante la acción, a pesar de haberse hecho todas las señales y haber ido personalmente en mi bote antes de las 12 de la noche a instar y suplicar su apoyo, todo lo cual resultó inútil".
En esta, la primera y más sangrienta jornada del Combate de Martín García, Romarate consiguió rechazar exitosamente el asalto. Tras las reparaciones y contando con el solo refuerzo de 49 hombres Brown volvió contra toda previsión al ataque y el 15 de marzo en una operación anfibia tomó la isla y forzó a la escuadra de Romarate a refugiarse en el Río Uruguay, dividiendo definitivamente las fuerzas enemigas y abriendo el camino al bloqueo de la ciudad de Montevideo.
La campaña naval de Brown de 1814 fue un éxito. Tras la victoria del 15 de marzo de 1814 sobre Romarate en el combate de Martín García, entre el 14 y 17 de mayo Brown derrotó a Miguel de la Sierra en el Combate naval del Buceo, sitió por mar Montevideo y aseguró su rendición en junio de ese año.

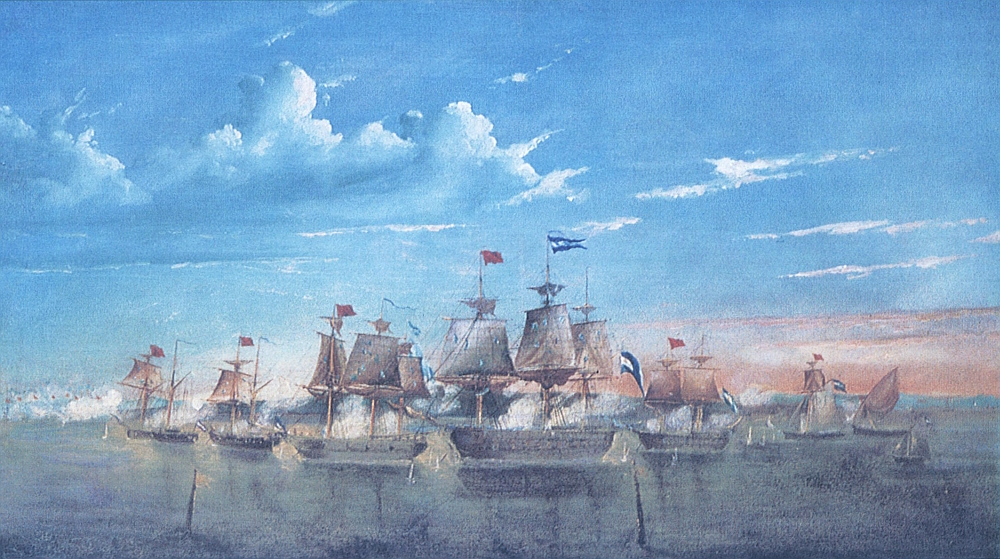
Combate de Martín García.

## Homenajes
En honor a Seaver fue nombrado en 1893 un pasaje del barrio de Retiro de la Ciudad de Buenos Aires, desaparecido en 1980 durante la extensión de la Avenida Nueve de Julio. Además, fue bautizado el rastreador ARA Seaver de la Armada Argentina, en servicio entre 1937 y 1964.
En la actualidad, puede encontrarse en la localidad costera de Valeria del Mar (del Partido de Pinamar) una calle que lleva el nombre de Franklin Seaver. La misma, además, se cruza durante su recorrido con otras calles cuya nomenclatura corresponde a diversos navíos, entre las que se destacan algunos de los que participaron en la Batalla de Martín García, como "Corbeta Cefiro" y "Corbeta Julieta", el navío entonces comandado por el mismo Seaver. En la ciudad de Bahía Blanca, Provincia de Buenos Aires se encuentra la escuela primaria NRO. 46 que lleva su nombre, sito en calle Balboa 2150 de esa ciudad.